# تیتانیم تتراکلرید
تتراکلرید تیتانیم ترکیب معدنی با فرمول TiCl۴ است. مهم‌ترین کاربرد این ماده در تولید فلز تیتانیم و رنگدانه‌های دی‌اکسید تیتانیوم می‌باشد. TiCl۴ یک عضو غیرمعمول از متال هالید است که بسیار فرار است. به محض تماس با هوای مرطوب، به شکل ابرهای مات از دی‌اکسید تیتانیوم و کلرید هیدروژن دیده می‌شود. به دلیل فرم نوشتاری فرمول شیمیایی این ماده گاهی به آن "تیکل" یا "تیکل ۴" گفته می‌شود.

## کاربرد

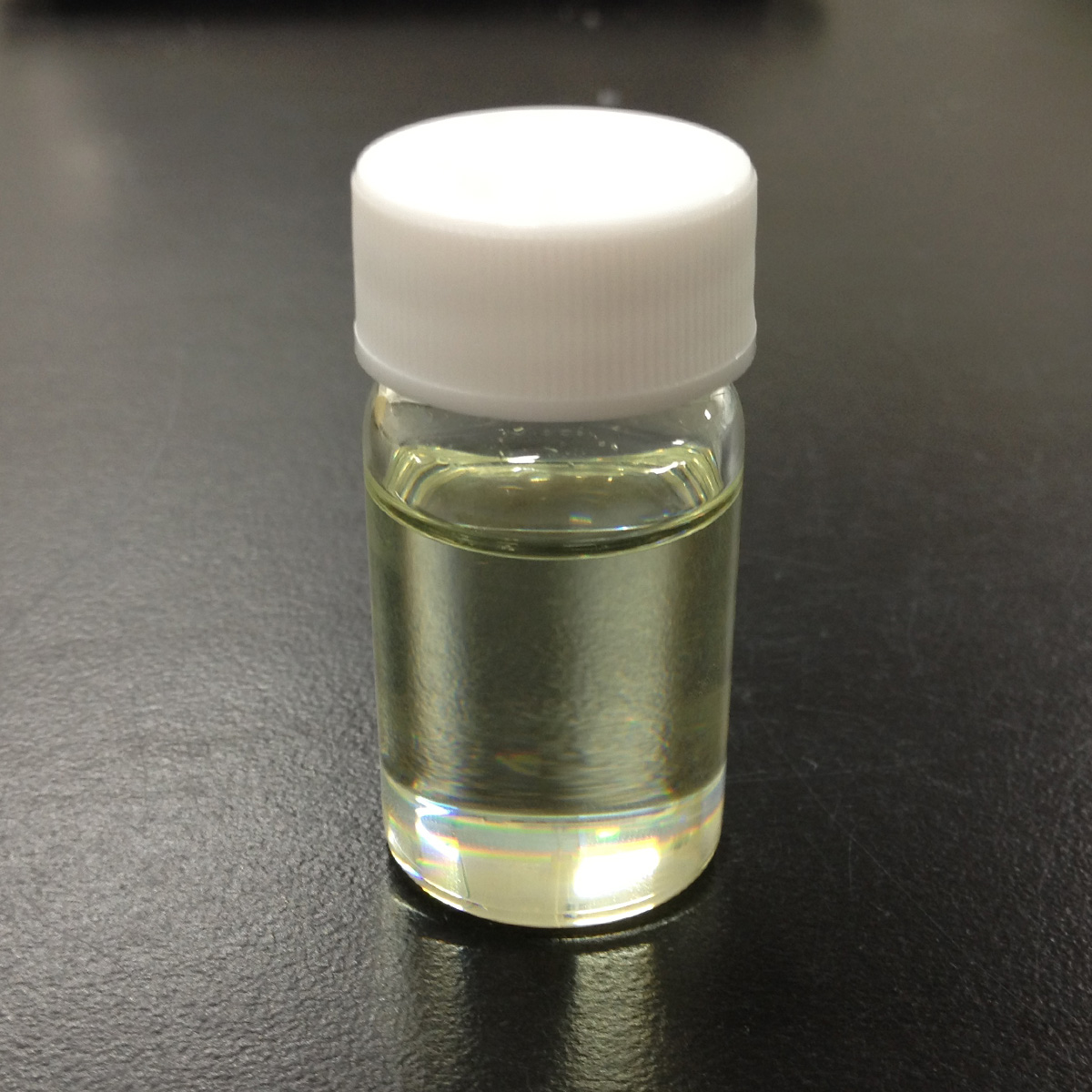
نمونه‌ای از تتراکلرید تیتانیوم

### تولید فلزتیتانیوم
در سال حدود ۷ میلیون تن فلز تیتانیم تولید می‌شود که ۴ میلیون تن آن از طریق تتراکلرید تیتانیم تولید می‌شود. با تر کیب تتراکلرید تیتانیم با فلز منیزیم، فلز تیتانیوم و کلرید منیزیم تولید می‌شود:
۲Mg + TiCl۴ → ۲ MgCl۲ + Ti
به جای منیزیم، سدیم مایع به عنوان عامل کاهنده نیز استفاده می‌شود.

### تولید دی‌اکسید تیتانیوم
در حدود ۹۰ درصد از تولید سالیانه تتراکلرید تیتانیم صرف تولید رنگدانه‌های دی‌اکسید تیتانیوم می‌شود.
واکنش حاصل از هیدرولیز کردن TiCl۴ است که موجب تولید کلرید هیدروژن و دی‌اکسید تیتانیوم می‌شود:
TiCl۴ + ۲ H۲O → TiO۲ + ۴ HCl
در برخی موارد، TiCl۴ است به‌طور مستقیم با اکسیژن اکسید شده:
TiCl۴ + O۲ → TiO۲ + ۲ Cl۲

### مصارف دیگر
در ساخت کوکاتالیست پلی‌اولفین‌ها، روکش محصولات سرامیکی، آلیاژسازی آلومینیوم و … استفاده می‌شود.

## سمیت و ایمنی
سمیت تتراکلرید تیتانیوم بیشتر به دلیل آزاد سازی هیدروژن کلرید HCl است. TiCl4 یک اسید لوییس قوی است و واکنش گرمازایی را حتی با بازهای ضعیف نظیر THF ایجاد کرده و در صورت ترکیب با آب حالت انفجاری ایجاد می‌نماید.